# Olli Rehn
Olli Ilmari Rehn (Mikkeli, 31 maart 1962) is een Fins bestuurder en politicus voor de Centrumpartij van Finland (Suomen Keskusta). Hij is sinds 12 juli 2018 gouverneur van de Bank van Finland. Van 29 mei 2015 tot 2016 was hij minister van Buitenlandse Zaken. Daarvoor was hij Europees commissaris, belast met Ondernemingen en de Informatiemaatschappij in de commissie-Prodi (2004), met Uitbreiding van de Unie in de commissie-Barroso I (2004–2010) en met de Economische en Monetaire Unie in de commissie-Barroso II (2010–2014). Daarna was hij kortstondig lid van het Europees Parlement en het Eduskunta.

## Biografie
In zijn jonge jaren speelt hij voor de plaatselijke voetbalclub MP Mikkeli in de Finse topdivisie Mestaruussarja (het huidige Veikkausliiga).
In 1989 behaalt Rehn aan de Universiteit van Helsinki een Master in Politieke en Sociale Wetenschappen. Tijdens zijn schooltijd studeert hij ook een jaar aan het Macalester College in Saint Paul, Minnesota. In 1996 behaalt hij zijn doctoraat aan de Universiteit van Oxford, op het onderwerp "Corporatism and Industrial Competitiveness in Small European States". Van 1996 tot 1997 staat hij aan het hoofd van de Finse voetballiga.
Rehn begint zijn politieke carrière als raadslid in Helsinki. In 1988 wordt hij voor een periode van zes jaar vicevoorzitter van de Centrumpartij. Wanneer hij in 1991 voor het nationaal parlement verkozen wordt, zal hij ook de Finse delegatie bij de Raad van Europa voorzitten (1991-1995). In het jaar voorafgaand aan zijn vicevoorzitterschap van de Europese Beweging van Finland (1996-1998), is Rehn vicevoorzitter van de liberale fractie in het Europees Parlement. In 1998 wordt hij aangesteld als kabinetschef van Eurocommissaris Erkki Liikanen, Finlands vertegenwoordiger voor de Commissie-Prodi. In 2002 verlaat Rehn de Europese politiek voor een post als hoogleraar en onderzoeksdirecteur aan het Departement politieke wetenschappen en Centrum voor Europese studies van de Universiteit van Helsinki. Voor hij in 2004 in de Commissie-Barroso I Commissaris voor de Uitbreiding wordt, neemt Rehn gedurende een maand de functie van Commissaris voor Ondernemingen en Informatiemaatschappij waar. Vanaf 2010 beheert hij in de Commissie-Barroso II de portefeuille Economische en Monetaire Zaken.
Rehn was lijsttrekker van Suomen Keskusta bij de Europese Parlementsverkiezingen van 2014 en werd met 70.333 stemmen verkozen. Op 1 juli 2014 nam hij zijn zetel in het Europees Parlement in, en werd hij als commissaris vervangen door Jyrki Katainen, voormalig premier van Finland. Rehn werd verkozen tot een van de veertien vicevoorzitters van het Europees Parlement en was in die hoedanigheid lid van het Bureau.
Bij de parlementsverkiezingen van 25 april 2015 werd Rehn gekozen tot lid van het Finse parlement. Als gevolg hiervan trad hij op 26 april 2015 af als lid van het Europees Parlement. Hij werd vervolgens op 29 mei 2015 minister van Buitenlandse Zaken onder premier Juha Sipilä, een functie die hij vervulde tot 29 december 2016, en op 12 juli 2018 gouverneur van de Bank van Finland.

## Privé
Rehn heeft samen met echtgenote Merja één kind, Silva. Hij is opgegroeid in zijn geboorteplaats Mikkeli, een provinciestadje in het zuidoosten van Finland. Zijn vader was autohandelaar, zijn moeder lerares Engels.
- CiNii: DA16150115
- Gemeinsame Normdatei: 132271265
- International Standard Name Identifier: 0000 0000 3244 7510
- Library of Congress Control Number: n98014642
- Nationale Bibliotheek van Israël: 987007585659805171
- Parlement.com: vgu719bwydma
- Réseau des bibliothèques de Suisse occidentale: 02-A013241354
- Système universitaire de documentation: 158544560
- Virtual International Authority File: 8542588
- WorldCat: E39PBJpjjgXKdQR4dQJyr7GGpP

Joaquín Almunia · Catherine Ashton · José Manuel Barroso · Jacques Barrot · Joe Borg · Karel De Gucht · Stavros Dimas · Benita Ferrero-Waldner · Ján Figeľ · Franco Frattini · Mariann Fischer Boel · Dalia Grybauskaitė · Danuta Hübner · Siim Kallas · Meglena Koeneva · László Kovács · Neelie Kroes · Markos Kyprianou · Peter Mandelson · Charlie McCreevy · Louis Michel · Leonard Orban · Andris Piebalgs · Janez Potočnik · Viviane Reding · Olli Rehn · Paweł Samecki · 
Algirdas Šemeta · Vladimír Špidla · Antonio Tajani · Androulla Vassiliou · Günter Verheugen · Margot Wallström
Joaquín Almunia · László Andor · Catherine Ashton · Michel Barnier · José Manuel Barroso · Tonio Borg (vanaf 28 november 2012) · Dacian Cioloş · John Dalli (tot 16 oktober 2012)  · María Damanáki · Jacek Dominik (sinds 16 juli 2014) · Štefan Füle · Karel De Gucht  · Máire Geoghegan-Quinn · Kristalina Georgieva · Johannes Hahn · Connie Hedegaard · Siim Kallas · Jyrki Katainen (sinds 16 juli 2014) · Neelie Kroes · Janusz Lewandowski (tot 1 juli 2014) · Cecilia Malmström · Neven Mimica · Ferdinando Nelli Feroci (sinds 16 juli 2014) · Günther Oettinger · Andris Piebalgs · Janez Potočnik · Viviane Reding (tot 1 juli 2014) · Olli Rehn (tot 1 juli 2014) · Martine Reicherts (sinds 16 juli 2014) · Maroš Šefčovič · Algirdas Šemeta · Antonio Tajani (tot 1 juli 2014) · Androulla Vassiliou